# Wasserturm und Gedenkstätte auf dem Wartberg
Der Wartturm in Friedberg ist ein Wasser- und Aussichtsturm auf dem Wartberg. Er wurde von 1923 bis 1928 errichtet und dient seit 1932 auch als Gedenkstätte für die Friedberger Opfer aus dem Deutsch-Französischen Krieg 1870/71 und dem Ersten Weltkrieg. Seit nach 1945 wird hier auch der Gefallenen des Zweiten Weltkriegs gedacht. Der Baukomplex steht unter Denkmalschutz.

## Lage
Das kompakte Bauwerk befindet sich auf dem 173 Meter hohen Wartberg und hat die postalische Adresse Frankfurter Straße 23. Den Kurznamen erhielt er wegen Standortes. Zusammen mit dem Adolfsturm des Friedberger Schlosses und den Turmspitzen der Stadtkirche bilden diese Bauwerke eine deutliche Landmarke.

## Geschichte

### Vorgeschichte
Anfang des 19. Jahrhunderts 1802 gab es auf der Anhöhe bereits die Fauerbacher Warte. Dieser kleine Beobachtungs-Turm musste aber nach rund 100 Jahren durch einen festen neuen Bau ersetzt werden. So sollte hier zunächst ein Aussichts- und Wasserturm für die Trinkwasserversorgung der Stadt Friedberg errichtet werden. Im Jahr 1907 hatte die Stadtverwaltung einen Architektenwettbewerb zur Erlangung von Entwürfen für ein solches Bauwerk ausgelobt. Von den eingereichten 140 Wettbewerbsunterlagen wählte eine Jury drei Entwürfe aus: der erste Preis ging an Ernst Müller aus Mülheim/Ruhr, der zweite an Kaspar Lennartz von der Technischen Hochschule Darmstadt, der dritte an Adolf Mössinger aus Stuttgart. Die Entwürfe von J. Steyer aus Rudolstadt und Hans Joos aus Geislingen-Kassel wurden angekauft. Alle Entwürfe waren anschließend im Rathaus Friedberg noch eine Woche öffentlich ausgestellt.
Der eigentliche Bau konnte wegen Geldknappheit und des Beginns des Ersten Weltkriegs sowie der anschließenden Inflation erst im Jahr 1923 beginnen. Die drei Siegerentwürfe kamen nun aber nicht zur Anwendung, dagegen wurde der Turm kurzfristig um eine Nutzung als Kriegerdenkmal ergänzt, was insbesondere durch Initiative des örtlichen Verkehrsvereins zustande kam. Dazu hieß es: „den »gigantischen Opfern« entspreche »nur ein Ehrenmal von der Wuchtigkeit des vom Hochbauamt projektierten« Turmes“.

### Bau und Nutzung des neuen Wartturms
Das Hochbauamt hat seinen Regierungsbaurat August Metzger beauftragt, einen solchen Komplex zu planen und den Bau zu leiten.
Ein Foto aus dem Hessischen Staatsarchiv vom August 1927 zeigt das fertige Turmfundament mit dem Galeriegeschoss und die erste Turmstufe, noch eingerüstet.
Am 20. Juni 1928 fand eine große Einweihungsfeier für den Turm statt.
Den Unterbau des Turmfußes bildet die Ehrenhalle für das Gefallenengedenken mit einer rechteckigen Grundfläche. Im Jahr 1932 folgte die Einweihung des Ehrenmals.
Nach dem Ende des Zweiten Weltkriegs wurde die Kriegergedenkstätte auf die Ehrung der in diesem Zeitraum Gefallenen ausgedehnt.
Treppen und eine Krypta sind im Laufe der Jahrzehnte wegen fehlender Erhaltungsarbeiten schrittweise verfallen und die Zugänge mussten im neuen Jahrtausend für die Öffentlichkeit gesperrt werden. Trotzdem fand der Volkstrauertag im Jahr 2014 noch im und rund um den Gedenkturm statt, zu dem „viele Tausend Besucher kamen“.
Betreiber der Wasseranlagen sind die Stadtwerke Friedberg. In den 2010er Jahren führte eine Ingenieurbaufirma aus Wilkau-Haßlau Sanierungs- und Erneuerungsarbeiten des Wasserbehälters und der eingesetzten Technik durch.

### Unklare Perspektive
Die Friedberger Stadtverwaltung sieht nun prinzipiell eine Sanierung des Turmes vor, doch in der Stadtkasse ist der dafür nötige geschätzte sechsstellige Betrag nicht vorhanden. Andere Projekte aus dem Bildungs- und Wohnbereich hätten Priorität. Für die Untätigkeit wird auch darauf verwiesen, dass seit dem beginnenden 21. Jahrhundert immer weniger Besucher zur Gedenkstätte für die Kriegsopfer kamen. Eine frühere Ehrenwache, von den Mitgliedern der Ortsfeuerwehr gehalten, ist bereits weggefallen. Seitdem ist der Wartturm auch am Volkstrauertag geschlossen. Niemand hat einen konkreten Nutzungs- oder Aktivierungsplan.

## Architektur
Die Kriegergedenketage hat die Grundmaße zehn Meter Breite und etwa 50 Meter Länge und erstreckt sich unter dem und teilweise um den achteckigen Turmfuß. Zum Bergabhang hin ist eine  Seite dieses Bauteils freistehend und beschreibt einen leichten Bogen. An der senkrechten Wand ranken Pflanzen empor.
Vor der freien Wandfläche der Gedenkhalle befindet sich auf dem Erdboden eine symbolische übergroße Grabplatte, auf der ein aus Kupfer gefertigter Eichenkranz postiert ist, der u. a. zur Ablage von Trauerkränzen dient.
In Augenhöhe weisen die Jahresangaben 1870–1871, 1914–1918, 1939–1945 auf der Turmschaftfassade auf die kriegerischen Ereignisse hin. Schließlich zeigt die Inschrift einer im Boden verankerten schlichten Metallplatte die Funktion eines Kriegerdenkmals: „Ehrenstätte für die Gefallenen der Stadt Friedberg“.
Zwei große geknickte Treppenaufgänge führen auf das Eingangsniveau des Turmes.
Der achteckige Basisturm hat Seitenlängen von je rund sechs Metern. Er verjüngt sich nach oben in drei Stufen, ist starkwandig und solide aus unverkleidetem Stahlbeton geformt.
Über dem kirchenähnlichen Spitzbogen-Eingang befindet sich an der Fassade ein überdimensionales 48 Meter hohes Flachrelief-Wappen der Stadt Friedberg, ein doppelköpfiger Adler mit Krone und Schild vor dem Bauch in historischer Darstellung. Entwurf und Ausführung stammen vom Bildhauer Hugo Siegler.
Das Treppenhaus und die Behälterplattform erhalten durch kleine dreieckig-halbrunde Fenster, die auf jeder Seite und jeder Etage platziert sind, Tageslicht. In der ersten Etage des Turmes ist eine Krypta eingerichtet, die über eine enge schmale Diensttreppe erreicht werden kann.
Die Aussichtsterrasse auf dem Dach ist nicht wettergeschützt und ihre Lage entspricht der Turmhöhe. Sie bietet eine volle Rundumsicht auf Stadt und Umgebung.
Die Betonung des Kriegerischen zeigt sich besonders an den Ecken des Turmes über dem zweiten Rücksprung: dort sind obeliskenähnliche Träger in die Mauer eingefügt, die je einen Meter waagerecht aus dem Bauwerk in die Luft ragen. Das Bauwerk wirkt dadurch von weitem wie ein historischer Panzerturm mit mehreren Geschützrohren. Diese Wuchtigkeit wird lediglich durch den inzwischen entstandenen Bewuchs mit Büschen und Bäumen gemildert.
Der gesamte Baukomplex wird dem expressionistischen Stil zugeordnet. Zugleich nimmt es die Form des Friedberger Adolfsturmes auf, die als Butterfass bezeichnet wird.